# ロックマンゼロ (漫画)
『ロックマンゼロ』は、舵真秀斗による日本の漫画作品。カプコンのコンピュータゲーム『ロックマンゼロシリーズ』のコミカライズ作品。『別冊コロコロコミック』（小学館）にて、2003年6月号から2006年2月号まで連載された。

## ストーリー
前史(21XX年)
人間のために働くロボットとして開発されたレプリロイドと人間が対立して戦争が起こった。
作中ではロックマンXシリーズの登場キャラクターであるエックスとシグマの姿が描かれている。
22XX年
100年前の戦争において人間が勝ったことにより、ネオ・アルカディア政府によって全てのレプリロイドが破壊されることになった。そのような中、小さな少年リトは、洞窟の中で100年前の戦争で活躍したロックマンゼロを発見。彼と共にレプリロイドの処理を止める戦いに赴くのであった。
22XX＋50年
リトは自分の手で新たなゼロの体を開発する。新たなゼロにいろいろと世話を焼かされる日々、ダークエルフの探索に当たっているものがいた。

## 登場人物
リト
漫画版のオリジナルキャラクター。人間であり、背が低い。ロックマンでないゼロの弱さに良く突っ込みを入れている。必殺技はドロップキック、シャイニングウィザード、延髄斬り。
50年後は、レプリロイドの研究を重ね新生ゼロを造り上げる。新生ゼロの間抜けっぷりには相変わらず突っ込みを入れている。
ゼロ
100年前の戦争で活躍して、遺跡の中で眠っていたがリトの接近によって目を覚ます。
二重人格で、ロックマンである時はクールで荒々しい性格になり、そうでない時は弱虫な性格になる。一人称はロックマンである時は俺、そうでない時は僕。
弱虫である故、レジスタンスベースに行くべく吊り橋を渡るのを嫌がっていた。
食料は、始めリトはゼロにパンを与えたが、吐き出してしまった。レプリロイドは何を食べるのかとリトは不思議に思ったが、レジスタンスのものから授かったエネルゲン水晶がレプリロイドであるゼロの食料であることが明らかになった。
その後はレジスタンスベースに行きゼロはなぜ普段は弱虫であるかが明らかになった。それはゼロは常時は必要最小限のエネルギーで動いていたからである。

### 政府軍

#### 4人組み
原作では四天王と呼ばれている。
ファーブニル
政府軍の4人組みの中でも頻繁に現れる人物。原作版の気の荒さは継承しつつ、レプリロイドを狩るのに非常に積極的である。
ゼロをかくまってごまかそうとしたリトの祖父を蹴っ飛ばし、レジスタンスベースを守ろうと抵抗したシエルにはとどめの一撃(ゼロに受け止められる)を刺そうとした。
ゼロを100年前の旧式レプリロイドだといって皮肉っていたが、自分の部下であるパンテオンやゴーレムを戦わせた頃には圧倒的な強さを見せ付けられた。
ハルピュイアのおかしな言動に腹を立てて突っ込んだことがある。
ファントム
政府軍の4人組みの1人。原作版のように闇にまぎれての戦術を得意とする。
ターゲットにしていたレジスタンスを倒し、ゼロまでも倒そうとするがクール状態となったゼロに倒される。かに見えたがそれは分身で本人はちゃっかりと生きていた。
オリジナルの技として、分身して無数のクナイをばら撒く忍法・乱れクナイがある。単行本第1巻のおたよりコーナーではそのオマージュとして、分身して無数のハガキをばら撒く忍法・のせてクレイという技が描かれたハガキが掲載された。
レヴィアタン
政府軍の4人組みの1人。
自身のお気に入りの部下であるブリザック・スタグロフを倒された為にゼロに復讐しようとする。その実力からゼロを追い詰めるも、シエルの新武器によって状況を覆されて一時退却する。弱虫なゼロを可愛いと気にいってはいた。
ハルピュイア
政府軍の4人組みの1人。一人称は俺ではなく僕となっている。
先に倒された3人を情けないと称しつつ、サイバーエルフを洗脳して用いてゼロを倒そうとする。一度能力を使うと死んでしまうサイバーエルフの命を何とも思わないと原作よりも冷酷であり、ゼロとパッシィの怒りを買う。ゼロを追い詰めるも、1体だけ逃れていたサイバーエルフが自分を犠牲にして動きを止めた為に逆転されて倒される。その際サイバーエルフの能力で防御力が上がっていたために命は助かった。

#### その他
ゴーレム
ネオ・アルカディア政府の巨大メカニロイド。バスターショットが一切通用しないが、ゼットセイバーには絶望的に弱い。
ブリザック・スタグロフ
作中ではスタグノフと表記されている。ゼロの回転斬りで倒される。
アステファルコン
ハルピュイアの部下。
パンテオン
ネオ・アルカディアの量産型レプリロイド。原作で言うザコキャラクターである。
22XX年ではファーブニルとともに現れてゼロをかくまったリトの家に行き、レヴィアタンに服従(今度ゼロを逃がしたら氷付けにしちゃうわよ、という決め台詞による)させられていたり、政府軍のザコキャラクターの中でも最も現れやすいものである。作中においてはパンテオン・ハンター、パンテオン・エースが登場した。
22XX＋50年ではオメガの側近として現れたが、武器は腕を銃口に変形させたものではなく携帯銃となっている。

シアール
漫画版のオリジナルキャラクター。ネオ・アルカディアを治める女性でシエルの妹。
シエルとは対称な性格を持つ。シエルが男らしい性格でレプリロイドなのに対し、シアールは女らしい性格で人間である。
政府軍の4人組みを合体させて、ゼロと戦わせた。
コピーエックス
ファーブニル、ファントム、レヴィアタン、ハルピュイアが合体した姿。必殺技は拳を構えて瞬間移動で相手を殴りつける「ノヴァストライク」。

### レジスタンス
シエル
ネオ・アルカディアに迫害されるレジスタンスベースを守る女性。気が強く、気の弱い二人の男性のゼロ(ヘルメット未装備時)やセルヴォ(思い込みの激しいレジスタンスの科学者)にはよく突込みを入れている。ロックマンゼロの探索に当たっていたが、リトたちに出会ったときはヘルメットをはずしたゼロがロックマンゼロであると言われたが信じようとしなかったが、レヴィアタンとの激しい戦いでやっと信じるようになる。
かなり気が強いが、弱虫なゼロを守るためにレヴィアタンの氷の竜に捕まったり、ファーブニルの攻撃で大破したゼロを見たときは非常に優しい性格を見出した。
パッシィ
シエルが所持しているサイバーエルフ。ファーブニルの攻撃で大破したゼロの体に宿ることになる。
ゼロの体から抜け出すとゼロがヘルメットをかぶらない姿に戻ることが判明。
そのときのゼロの間抜けっぷりに彼女はあきれている。
セルヴォ
レジスタンスの研究者。一人称は「僕」。気が弱いが知識には長けている。

### 50年後の世界の人物
新生ゼロ
50年後の世界にて、50年間レプリロイドの研究をしてきたリトがロックマンゼロをモデルに自ら造り上げたロックマン。
重要な任務で村を離れているオリジナルのゼロに代わり村を守るために戦う。
一人称は「オレ」で、少年漫画の主人公然とした熱血な性格、チンピラのような荒い言いまわしを多用する。
新生ゼロの頭の中にはゼットセイバーを使った必殺技が数多くインプットされており、その一つ一つが相手を一撃で倒せる程の威力を秘めている。
"正義のヒーロー回路"なるものを内蔵しているため"正義"を掲げ"悪"を憎み、そしてなにより格好良さを重視する。
単純で頭はあまり良くなく、自分を倒すための兵器の製造を手伝ってしまったこともある。単語の聞き間違い、覚え間違いが激しいため、人の名前も大抵一度は間違える。コーラを飲むと酔っ払って好き放題に暴れ始め、エネルギー切れになるまで止まらなくなる。
オメガ
ダークエルフの捜査に当たっているレプリロイド。ゾンビが苦手でありバイオハザードもまともにプレイ出来ないらしい。毎度毎度どこか抜けており、知らない所で勝手にやられていたりする。
クワッパ
森の中で発見されたサイバーエルフ。
ネージュ
ネオ・アルカディアでジャーナリストをしていた女性。
クラフト
オメガとともにダークエルフの捜索に当たっている。最終話ではあまりにも役に立たなかったのでアホクラフトと呼ばれた。
バイル
50年後の世界において、ダークエルフの探索に当たっている科学者。オメガ、クラフトを側近にしていたが誰も役に立たなかったため、最終話ではオメガをバカオメガ、クラフトをアホクラフトと呼ぶようになった。
頭部がガラスで覆われていて、その中にある化学物質が彼の生命力となっている。なので頭部のガラスが割れると化学物質が漏れて彼は干からびてしまう。最終話ではメガバイルに乗ってリトの研究所を襲撃した。

## メカニック
メガバイル
バイルが搭乗している巨大な人型戦闘メカ。コックピットが唯一の弱点であったため、クラフトたちの作戦でゼロはコックピットまで行き、ゼロナックルでコックピットのガラスを割りバイルもろとも粉砕した。

## 書誌情報
- 舵真秀斗『ロックマンゼロ』小学館〈てんとう虫コミックス〉、全3巻
  1. 2004年3月25日初版発行[1]、ISBN 4-09-143171-2
  2. 2005年5月初版発行[2]、ISBN 4-09-143172-0
  3. 2006年3月25日初版発行[3]、ISBN 4-09-140076-0